# Наири (имя)
Наири — предположительно армянское имя. Связано со старым названием Армении — «Наири».
Имя чаще всего давали девушкам, однако встречается и как мужское. Иногда в употреблении встречается форма «Наира». По другим источникам, «Наира» рассматривается как женский вариант, а «Наири» — как мужской.

## Происхождение и версии
Существует несколько версий происхождения имени:

### Тюркская версия
Согласно одной из версий, имя «Наира» происходит из тюркских языков и означает «сияющая» или «лучезарная». Элемент «на» интерпретируется как «луч», а суффикс «-айра» придаёт имени женственность.

### Армянская версия
В армянской традиции имя связывается с природной символикой, такой как «цветок», «цветение» или «лилия». В армянской мифологии лилия символизирует чистоту и красоту.

### Персидская версия
Существует также мнение, что имя имеет персидское происхождение и означает «гордая» или «великодушная». В персидской культуре эти качества ассоциируются с достоинством и честью.

## Комментарии
1. ↑  В источнике упоминается Наири как старое название Армении без указания на личное имя.